# Mihai Tänzer
Mihai Tänzer (węg. Táncos Mihály, ur. 7 lutego 1905 w Timișoarze, zm. 22 września 1993 w Klużu-Napoce) – rumuńsko–węgierski piłkarz niemieckiego pochodzenia występujący na pozycji pomocnika lub napastnika, reprezentant Rumunii (1923–1929) i Węgier (1930–1932), olimpijczyk, trener piłkarski.

## Sukcesy
Chinezul Timișoara
- mistrzostwo Rumunii: 1921/22, 1922/23, 1923/24, 1924/25, 1925/26, 1926/27

Ferencvárosi TC
- mistrzostwo Węgier: 1931/32, 1933/34, 1937/38
- Puchar Węgier: 1933, 1935
- Puchar Mitropa: 1937